# Сукаґава

37°17′12″ пн. ш. 140°22′22″ сх. д. / 37.28667° пн. ш. 140.37278° сх. д.
Сукаґа́ва (яп. 須賀川市, すかがわし, МФА: [su̥kagawa ɕi̥]) — місто в Японії, в префектурі Фукусіма.

## Короткі відомості
Розташоване в центральній частині префектури. Виникло на основі постоялого містечка на Муцівському шляху. Основою економіки є рисівництво і городництво. В місті розташований сад півоній та водоспад Отодзі на річці Абукума. Станом на 1 жовтня 2008 площа міста становила 279,55 км². Станом на 1 січня 2009 населення міста становило 79 863 осіб.

## Персоналії
- Цубурая Ейдзі (1901—1970) — японський режисер спецефектів.